# Robert Charles Wroughton
Robert Charles Wroughton (geboren am 15. August 1849 in Naseerabad, Kalat; gestorben am 15. Mai 1921 in Chiswick, Middlesex) war ein britisch-indischer Forstbeamter und britischer Zoologe.

## Leben
Robert Charles Wroughton wurde am 15. August 1849 in Naseerabad im Fürstenstaat Kalat geboren, der damals von der Britischen Ostindien-Kompanie verwaltet wurde. Sein Vater, der britische Generalmajor R. C. Wroughton, war selbst ein begeisterter Sportler und Naturfreund, der in seinem Sohn früh das Interesse an der Natur weckte. Die ersten Jahre seiner Kindheit verbrachte Robert Charles in Indien, besuchte aber später in England die renommierte Bedford School und das King’s College London. Im Jahr 1877 heiratete er die Tochter eines Captain der Royal Indian Navy. Wroughton verbrachte seinen Ruhestand in Chiswick, Grafschaft Middlesex und starb dort am 15. Mai 1921. Bis wenige Wochen vor seinem Tod arbeitete er ungeachtet einer schweren Erkrankung ehrenamtlich als Zoologe im Natural History Museum.

## Forstbeamter in Britisch-Indien
Am 10. Dezember 1871 trat Wroughton in der Präsidentschaft Bombay als Assistant Conservator of Forests in den Dienst des wenige Jahre zuvor eingerichteten Imperial Forestry Service. Diese Behörde war dem 1864 gegründeten Imperial Forest Department unterstellt, das von dem deutschen Botaniker und Forstwissenschaftler Dietrich Brandis geleitet wurde. Die neuen Bediensteten des Imperial Forestry Service, so auch Wroughton, erhielten eine forstwissenschaftliche Ausbildung in Deutschland oder Frankreich. Wroughton besuchte die École nationale des eaux et forêts in Nancy, eine der weltweit ersten Einrichtungen dieser Art. Im Laufe seiner fast 33-jährigen Karriere in der britisch-indischen Forstverwaltung stieg Wroughton bis zu deren Leiter auf. Er trat im Jahr 1904 im Rang eines Generalinspekteurs des Forstwesens (Inspector-General of Forests) in den Ruhestand.

## Erste naturgeschichtliche Forschungen
Während seiner gesamten Dienstzeit betätigte sich Wroughton als Sammler naturgeschichtlicher Objekte. Die Naturforscher des 19. Jahrhunderts waren in ihrer Arbeit in erheblichem Maß auf die Zuarbeit von interessierten Laien, insbesondere aus den Kolonien, angewiesen. Wroughton war Mitglied der 1883 gegründeten Bombay Natural History Society (BNHS) und konzentrierte sich zunächst auf die Erforschung von Hautflüglern, insbesondere von Ameisen. Im Austausch mit dem schweizerischen Entomologen Auguste Forel, einem der bedeutendsten Ameisenforscher seiner Zeit, erwarb Wroughton ein beträchtliches Wissen über Ameisen. Zu seinen ersten wissenschaftlichen Veröffentlichungen gehörten ein Aufsatz über heimische Hautflügler im Jahr 1889 und die Niederschrift eines Vortrags über Ameisen, den er im April 1891 vor den Mitgliedern der BNHS gehalten hatte. Dieser wurde 1892 in zwei Teilen im Journal of the Bombay Natural History Society veröffentlicht. Wroughton stellte seine Sammlungen großzügig der Forschung zur Verfügung. Alleine die Untersuchung der von Wroughton in der Präsidentschaft Bombay gesammelten Ameisenwespen durch den französischen Entomologen Ernest André führte zur Erstbeschreibung von 14 neuen Arten.
Im April 1892 hielt der britische Zoologe Reginald Innes Pocock, der zu dieser Zeit am Natural History Museum in London für die Sammlungen von Tausendfüßern und Vogelspinnen zuständig war, einen Vortrag vor der BNHS. Er gab zu Beginn seiner Ausführungen der Hoffnung Ausdruck, dass es ihm gelingen möge die Aufmerksamkeit der in Indien lebenden Naturforscher auf die wenig erforschten Tausendfüßer Indiens zu lenken. In der Folgezeit sammelte Wroughton Tausendfüßer und Skorpione, die er Pocock zur wissenschaftlichen Bearbeitung überließ. Der Einfluss Pococks brachte Wroughton schließlich dazu, sich intensiv mit der Erforschung der Säugetiere zu befassen und auf diesem Gebiet bedeutende Leistungen zu erbringen.
Wroughton begann 1897 mit dem Sammeln von Fledertieren und sandte die Präparate an den Zoologen Oldfield Thomas im Natural History Museum. Bereits die erste Sendung von nur sechs Exemplaren führte zur Erstbeschreibung einer neuen Art, Scotophilus wroughtoni, die allerdings ein Synonym von Scotophilus kuhlii kuhlii (Leach, 1821) ist. Die wissenschaftliche Bearbeitung seiner weiteren Funde in der Region Konkan führte Wroughton gemeinsam mit Oldfield Thomas während einer Freistellung vom Dienst im Londoner Natural History Museum durch. Die Ergebnisse veröffentlichte er 1899 in seiner ersten Publikation zur Mammalogie. Während seiner verbliebenen Dienstjahre sammelte Wroughton ausgiebig kleine Säugetiere, neben Fledertieren insbesondere Nagetiere. Er entdeckte unter vermeintlichen Exemplaren des Indischen Palmenhörnchens einige Tiere mit einer abweichenden Zeichnung und beschrieb sie 1905 als Nördliches Palmenhörnchen. In den folgenden Jahren beschrieb er zahlreiche weitere Arten von Nagetieren auf der Basis von Sammlungsmaterial.

## Zoologe in London
Nach seiner Pensionierung im Jahr 1904 ließ sich Wroughton in Chiswick nieder, nur wenige Kilometer vom Natural History Museum in South Kensington entfernt. Seinen Ruhestand verbrachte er damit, an zwei Tagen in der Woche zum Golfen zu gehen und an vier Tagen ehrenamtlich im Museum zu arbeiten. Da der Schwerpunkt der Säugetier-Sammlung des Museums zu Beginn seiner Arbeit auf Tieren afrikanischer Herkunft lag, befasste sich Wroughton intensiv mit der Säugetierfauna Afrikas. Daraus resultierten erste Veröffentlichungen über Sammlungen die an das Museum geschickt wurden. Beeindruckt von den Ergebnissen der von Charles Rudd in Auftrag gegebenen und finanzierten Sammelreisen im südlichen Afrika, und motiviert durch einen eigenen Familienbesuch in der britischen Kolonie Natal, galt Wroughtons besonderes Interesse den Säugetieren jener Region.
Wroughton bedauerte sehr, dass die Fauna Britisch-Indiens in der Säugetier-Sammlung des Museums nur mangelhaft repräsentiert war. Im Zusammenwirken mit Walter S. Millard, einem führenden Mitglied der Bombay Natural History Society und seit 1906 Herausgeber des Journal of the Bombay Natural History Society, plante und organisierte Wroughton die groß angelegte systematische Erfassung der Säugetierfauna Britisch-Indiens. Die als Mammal Survey of India bekannt gewordene Studie begann 1911 mit einem von der BNHS fest angestellten Sammler und Tierpräparator. Sie dauerte bis 1923 und beschäftigte auf ihrem Höhepunkt ein halbes Dutzend ausgebildeter Fachkräfte in Indien, die nach und nach in verschiedene Landesteile Britisch-Indiens geschickt wurden. Die Sammeltätigkeit in Indien erbrachte mehr als 50.000 gut präparierte Sammlungsexemplare, die jeweils zur wissenschaftlichen Bearbeitung nach London geschickt wurden.
In London leisteten zunächst Robert Charles Wroughton und Oldfield Thomas mit weiteren Mitarbeitern die Bestimmung und Beschreibung der neuen Sammlungsexemplare. Später wurde Wroughton von seinem Schwager Thomas B. Fry unterstützt, der ebenfalls Forstbeamter des Imperial Forest Service gewesen war, und der nach Wroughtons Tod die gemeinsame Arbeit fortführte. Die Ergebnisse des Mammal Survey of India wurden in 55 überwiegend von Wroughton verfassten Aufsätzen von 1912 bis 1922 im Journal of the Bombay Natural History Society veröffentlicht. Als bedingt durch den Ersten Weltkrieg weniger neues Material im Natural History Museum eintraf, nutzte Wroughton die gewonnene Zeit, um eine zusammenfassende Darstellung der im Rahmen des Mammal Survey of India geleisteten Arbeit zu verfassen. Die Arbeit wurde von 1918 bis 1921 in sieben Teilen im Journal of the Bombay Natural History Society veröffentlicht. Sie sollte die Grundlage für eine Neuauflage der beiden 1888 und 1891 von William Thomas Blanford veröffentlichten Säugetier-Bände der Fauna of British India werden. Wroughton hatte bereits zugesagt, gemeinsam mit Martin Alister Campbell Hinton, einem jungen Mitarbeiter des Natural History Museum, die zweite Auflage des „Blanford“ zu bearbeiten. Das Werk wurde schließlich von Reginald Innes Pocock bearbeitet und erst 1939 und 1941 veröffentlicht.
In seinem 1922 im Journal of the Bombay Natural History Society veröffentlichten Nachruf erklärte Wroughtons Kollege und Freund Oldfield Thomas, dass der Mammal Survey of India, die durch ihn erlangten Teile der zoologischen Sammlungen der Museen in London und Bombay und die in diesem Zusammenhang erschienenen wissenschaftlichen Veröffentlichungen gemeinsam ein Denkmal für Wroughton darstellten, das so lange fortbestehen werde wie die Zoologie existiere.

## Dedikationsnamen (Auswahl)
Die zu Ehren Wroughtons benannten Arten und Gattungen bilden die wechselnden Betätigungsfelder in seinem Sammler- und Forscherleben ab:
- Ameisen
  - Aenictus wroughtonii Forel, 1890
  - Camponotus wroughtonii Forel, 1893
  - Cardiocondyla wroughtonii (Forel, 1890)
  - Carebara wroughtonii (Forel, 1902)
  - Chronoxenus wroughtonii (Forel, 1895)
  - Crematogaster wroughtonii (Forel, 1902)
  - Monomorium wroughtoni Forel, 1902
  - Monomorium wroughtonianum Ettershank, 1966
  - Pheidole wroughtonii Forel, 1902
  - Polyrhachis wroughtonii Forel, 1894
  - Rhoptromyrmex wroughtonii Forel, 1902
  - Tapinoma wroughtonii Forel, 1904
- andere Insekten
  - Wroughtonia Cameron, 1899, eine Gattung der Brackwespen
  - Wroughtonilla Wasmann, 1899, eine Gattung myrmekophiler Kurzflügler
- Tausendfüßer
  - Arthrosphaera wroughtoni Pocock, 1895, eine Art aus der Ordnung Riesenkugler
- Skorpione
  - Heterometrus wroughtoni (Pocock, 1899), ein indischer Skorpion aus der Familie Scorpionidae[17]
- Fledermäuse
  - Otomops wroughtoni (Thomas, 1913), eine nur aus zwei Regionen in Indien und Kambodscha bekannte Art aus der Familie Bulldoggfledermäuse

## Veröffentlichungen (Auswahl)
Wroughtons zahlreiche Veröffentlichungen, überwiegend im Journal of the Bombay Natural History Society, beinhalteten mehr als 200 Erstbeschreibungen von Arten und Unterarten afrikanischer und asiatischer Säugetiere.
- Our Hymenoptera. In: Journal of the Bombay Natural History Society 1889, Band 4, 1. Lieferung, S. 26–37, Digitalisat.
- Our Ants. In: Journal of the Bombay Natural History Society 1892, Band 7, 1. Lieferung, S. 13–60, Tafeln A und B, Digitalisat; Band 7, 2. Lieferung, S. 175–203, Tafeln C und D, Digitalisat.
- Some Konkan Bats. In: Journal of the Bombay Natural History Society 1899, Band 12, 4. Lieferung, S. 716–725, eine Tafel, Digitalisat.
- Bombay Natural History Society’s Mammal Survey of India: Report 1. In: Journal of the Bombay Natural History Society 1912, Band 21, 2. Lieferung, S. 392–410 (bis 1921 zahlreiche weitere Berichte in der Reihe, teilweise mit Koautoren).
- Scientific results from the mammal survey. III. In: Journal of the Bombay Natural History Society 1913, Band 22, 1. Lieferung, S. 13–21 (von 1912 bis 1921 mehrere weitere Berichte in der Reihe).
- Summary of the results from the Indian mammal survey of Bombay Natural History Society, Part I. In: Journal of the Bombay Natural History Society 1918, Band 25, 4. Lieferung, S. 547–598, Digitalisat.
- Summary of the results from the Indian mammal survey of Bombay Natural History Society, Part II. In: Journal of the Bombay Natural History Society 1919, Band 26, 1. Lieferung, S. 19–58, Digitalisat.
- Summary of the results from the Indian mammal survey of Bombay Natural History Society, Part III. In: Journal of the Bombay Natural History Society 1919, Band 26, 2. Lieferung, S. 338–378, Digitalisat.
- Summary of the results from the Indian mammal survey of Bombay Natural History Society, Part VI. In: Journal of the Bombay Natural History Society 1920, Band 27, 1. Lieferung, S. 57–85, Digitalisat.
- Summary of the results from the Indian mammal survey of Bombay Natural History Society, Part VII. In: Journal of the Bombay Natural History Society 1920, Band 27, 2. Lieferung, S. 301–313, Digitalisat.
- Summary of the results from the Indian mammal survey of Bombay Natural History Society, Appendix. In: Journal of the Bombay Natural History Society 1921, Band 27, 3. Lieferung, S. 520–534, Digitalisat.